# 208-й стрілецький полк (РФ)
208-й стрілецький козачий полк (208 СП) — військове формування Збройних сил РФ. Входить до складу 2-го армійського корпусу окупаційних військ РФ на Донбасі.

## Історія
208-й стрілецький козачий полк сформовано у 2022 році з мобілізованих громадян окупованої Луганщини. Погане оснащення бійців змусило розпочати збирання коштів з допомогою краудфандинга. На знак приналежності до козаків бійці носять кубанку.
14 жовтня 2022 208-й стрілецький козачий полк діяв у напрямку Терни на півночі Донецької області в 16 км на північний захід від Кремінної.